# Panagiotis Kalaitzakis
Panagiotis Kalaitzakis (griechisch Παναγιώτης Καλαϊτζάκης; * 2. Januar 1999 in Heraklion) ist ein griechischer Basketballspieler. Er spielt für Panathinaikos Athen und gewann 2024 mit der Mannschaft die EuroLeague.

## Karriere
Kalaitzakis begann seine Laufbahn in der Jugendabteilung von Aris Thessaloniki, wo er 2016 seinen ersten Profivertrag erhielt. Nachdem er in zwei Jahren nur auf insgesamt fünf Erstligaeinsätze gekommen war, wechselte er 2018 zum neu in die erste griechische Liga aufgestiegenen Verein AE Holargos. Beim Athener Vorstadtverein wurde Kalaitzakis zwar häufiger eingesetzt und kam auf 19 Partien, erreichte jedoch nur etwas mehr als 5,5 Minuten Spielzeit pro Begegnung.
Nach nur einer Saison wechselte Kalaitzakis ins Ausland und spielte n Litauen zunächst für zwei Jahre bei Nevėžis Kėdainiai und anschließend ab 2021 bei Lietkabelis Panevėžys. Bei Lietkabelis kam er in der EuroCup-Saison 2021/2022 im Schnitt auf 10,5 Punkte, 4,2 Rebounds, 2,9 Assists und 1,6 Steals pro Spiel und erreichte mit seiner Mannschaft das Achtelfinale des Wettbewerbs.
Zur Saison 2022/2023 wechselte Kalaitzakis zu Panathinaikos Athen, wo er einen Zweijahresvertrag mit Option auf eine weitere Saison unterzeichnete. Nachdem er in seinem ersten Jahr in der EuroLeague debütiert und dort auf insgesamt 25 Spieleinsätze gekommen war, gewann er 2024 in Berlin mit seiner Mannschaft den Wettbewerb. Zum 95:80-Finalsieg über den Vorjahresgewinner Real Madrid steuerte er zwei Punkte bei.

## Nationalmannschaft
Kalaitzakis spielte für verschiedene Jugendnationalmannschaften Griechenlands und nahm an mehreren FIBA-Jugendturnieren teil. Sein Debüt für die Herren-Nationalmannschaft gab er 2021 während der Qualifikationsspiele für die Europameisterschaft 2022.

## Erfolge
- Gewinner der EuroLeague: 2024
- Griechischer Meister: 2024
- Griechischer Pokalsieger: 2025

## Persönliches
Panagiotis Kalaitzakis hat einen eineiigen Zwillingsbruder, Georgios Kalaitzakis, der ebenfalls professioneller Basketballspieler ist. Beide Brüder spielten zusammen bei Nevėžis Kėdainiai, Panathinaikos und in den griechischen Nationalmannschaften.